# Saint-Orens-de-Gameville
Saint-Orens-de-Gameville är en kommun i departementet Haute-Garonne i regionen Occitanien i södra Frankrike. Kommunen ligger i kantonen Castanet-Tolosan som tillhör arrondissementet Toulouse. År 2022 hade Saint-Orens-de-Gameville 14 229 invånare.

## Befolkningsutveckling
Antalet invånare i kommunen Saint-Orens-de-Gameville
Referens:INSEE